# Adicella contorta
Adicella contorta är en nattsländeart som beskrevs av G. Marlier 1956. Adicella contorta ingår i släktet Adicella och familjen långhornssländor. Inga underarter finns listade i Catalogue of Life.